# Cihangir

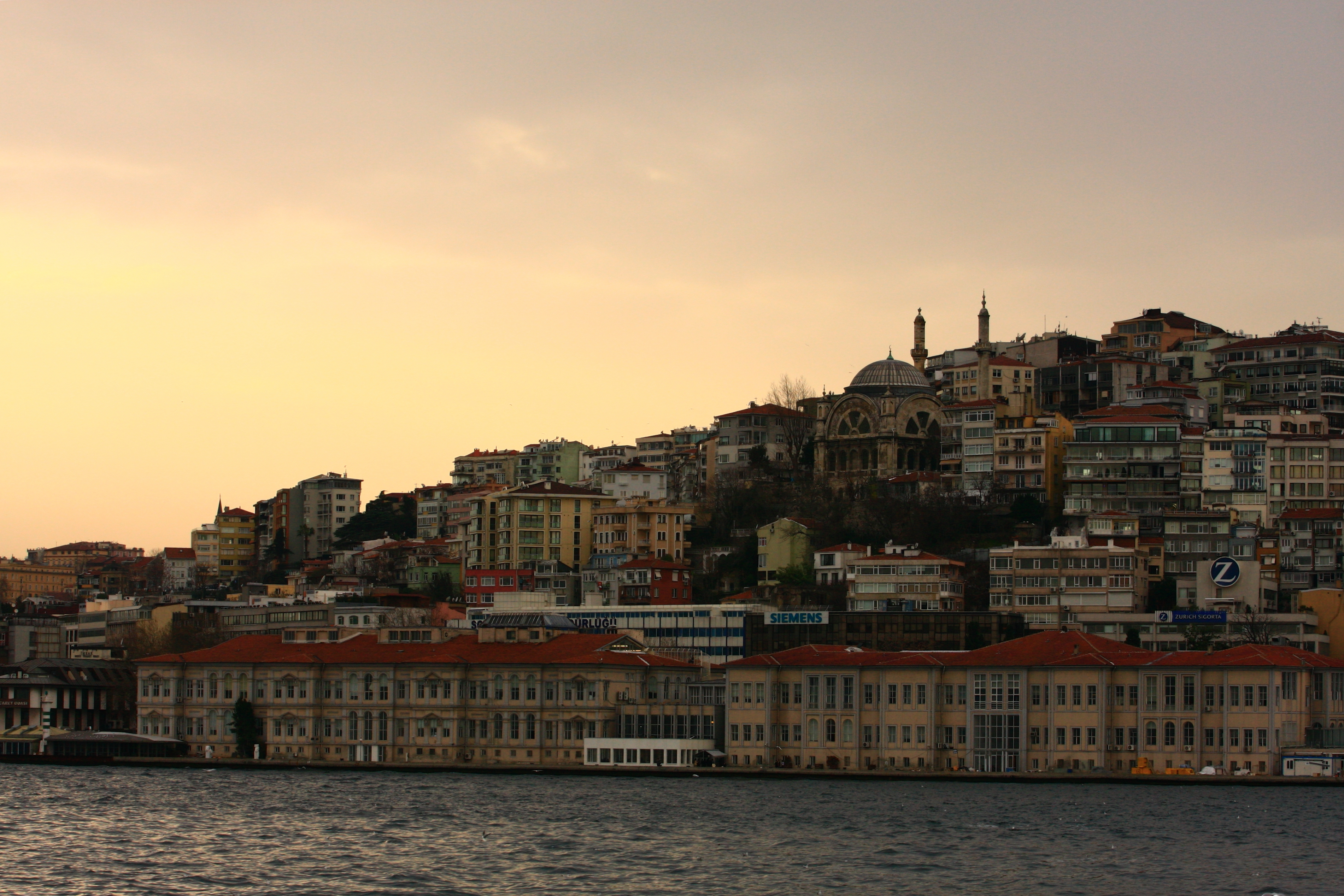
Vista del barrio de Cihangir.

Cihangir es uno de los barrios del distrito de Beyoğlu en Estambul, Turquía. El vecindario tiene muchas calles estrechas, un parque y cafés. Se encuentra entre la plaza Taksim y Kabataş.
El barrio es conocido por sus artistas, escritores, actores y población expatriada. También fue un bastión para los manifestantes durante las protestas del Parque Gezi.
El barrio lleva el nombre de Şehzade Cihangir, hijo de Solimán el Magnífico, cuando su padre hizo que Mimar Sinan construyera una mezquita de madera allí, con vistas al Bósforo para conmemorar su muerte. El nombre del barrio proviene de esta mezquita. Hoy, la mezquita Cihangir, originalmente construida en 1559 y reconstruida en 1889, se puede encontrar en el vecindario.
En 2012, el periódico británico The Guardian incluyó al barrio de Cihangir en la lista de los cinco mejores sitios del mundo para vivir, junto a la costa norte de Maui, en Hawái; el distrito de Sankt Pauli, en Hamburgo; la ciudad de Santa Cruz de Tenerife, en España, y Portland, en el estado de Oregón (Estados Unidos).